# Mercè Sanz Castells
Mercè Sanz Castells (Lleida, 7 de maig de 1933 - Barcelona, 2015) fou una infermera catalana, que durant la infantesa va ser presonera en un camp de concentració nazi, on va ser sotmesa a proves d'experimentació humanes. Va treballar al laboratori d'Hematologia i al Banc de Sang de l'Hospital de la Santa Creu i de Sant Pau, on va organitzar el primer sistema de recollida de sang mitjançant una unitat mòbil de l'Estat espanyol. Va finalitzar la seva carrera professional a la Clínica Puigvert.

## Infantesa i exili[2]
L'any 1938, durant la Guerra Civil, Sanz es va haver d'exiliar a França, quan tenia cinc anys, juntament amb el seu germà, de set anys. La seva mare havia mort feia anys i el seu pare havia estat detingut i deportat a França, on va morir l'any 1940. Va ser deportada juntament amb el seu germà a un camp de concentració nazi. Tots dos van ser sotmesos a experiments. "M'injectaven líquids als braços, intrarraquidis, que em deixaven paralitzada", explica. Aquelles tortures li van ocasionar seqüeles durant la vida adulta, que li van provocar problemes de coagulació. Va ser alliberada l'any 1945, quan tenia dotze anys.
Quan va tornar a Catalunya, van ingressar-la a l'Hospital de la Santa Creu i Sant Pau. Un cop recuperada, va començar a estudiar de zero. "Vaig començar als dotze anys a aprendre a llegir i als disset ja havia fet el batxillerat elemental i el comerç, explica. De seguida va tenir clar que la seva vocació era ajudar les persones.

## Formació infermera[2]
Als disset anys, va entrar a treballar a l'Hospital de la Santa Creu i Sant Pau, on va estar rotant per diversos serveis, fins que va incorporar-se al laboratori. Va començar a estudiar infermeria l'any 1951, a l'Escola de l'Hospital Clínic i Provincial de Barcelona, ubicada a la Facultat de Medicina. Estudiava a la tarda per poder compaginar la feina a l'Hospital de Sant Pau.

## Etapa professional[2]
Quan va finalitzar els estudis, als vint anys, es va quedar a treballar al laboratori d'Hematologia i Banc de Sang de l'Hospital de la Santa Creu i Sant Pau, que llavors estava gestionat per les Germanes Hospitalàries de la Santa Creu, sota el contral de la Molt Il·lustre Administració (MIA), que tenia un representant de l'Hospital, un altre de l'Ajuntament de Barcelona, i un altre del Bisbat de la ciutat.
Des de l'any 1953, durant nou anys, anava a fer extraccions de sang a persones afectades de lepra, que estaven ingressades a l'Hospital de Sant Llàtzer, que depenia de l'Hospital de la Santa Creu i Sant Pau, per controlar-los el ferro.
Des de l'any 1953 al 1970, els caps de setmana, va treballar com a voluntària al barri del Polvorí, de Montjuïc, on vivia gent molt humil, amb unes condicions molt precàries. Sanz hi feia cursos d'alfabetització i catequisme als infants.
L'any 1952, quan encara no havia acabat els estudis d'infermera, va concebre el projecte d'organitzar una unitat mòbil de donació de sang. Aquesta iniciativa va permetre augmentar considerablement el nombre de donacions de sang.
Al 1967 va anar a treballar a la Clínica Puigvert, però a la tarda seguia sortint amb la unitat mòbil del Banc de Sang de l'Hospital de la Santa Creu i Sant Pau.

## Publicacions i docència[2]
Durant tota la seva vida laboral es va seguir formant en la seva activitat professional, el laboratori i l'hematologia. És autora de diversos treballs:
- Article "Revacunación frente a la hepatitis B en pacientes sometidos a hemodiálisis crónica (vacuna ADN recombinante Engerix B)" (1989), presentat al Col·legi Oficial d'Infermeria de Barcelona.
- Comunicació "Afectación de la coagulación en enfermos crónicos", al 5è Congrés Nacional d'Infermeria en Anestèsia i Reanimació, celebrat a Lleó l'any 1991.
- Comunicació "Risk factors for antibidies to the hepatitis C virus (anti-HCV) in dialysis patients", a la 22a Conferència Anual de l'European Dialysis and Transplant Nurses European Renal Care Association (EDTNA/ERCA)
- Comunicació "Hepatitis C Virus (HCV) is not isolated from dialysis ultrafiltrate and peritoneal fluid", a la 22a Conferència Anual de l'European Dialysis and Transplant Nurses European Renal Care Association (EDTNA/ERCA)